# Euphthiracarus microseta
Euphthiracarus microseta är en kvalsterart som först beskrevs av František Starý 1993.  Euphthiracarus microseta ingår i släktet Euphthiracarus och familjen Euphthiracaridae. Inga underarter finns listade i Catalogue of Life.